# Otis Elevator Company
Otis Elevator Company — одна з найстаріших та найбільших компаній-виробників підйомного устаткування (ескалатори, ліфти та рухомі доріжки). Заснована 1853 року в Нью-Йорку Елішею Отісом, який розробив принцип безпечного ліфта з механізмом, що блокував кабіну при обриві каната.

## Історія
29 травня 1900 року американська компанія «Otis Elevator Company» зареєструвала торговельну марку «Ескалатор», згодом дала ім'я всім автоматичним сходам. Незадовго до цього компанія представила перший у світі ескалатор на міжнародній виставці в Парижі.
Підйомне устаткування Otis встановлено в багатьох висотних будівлях, включаючи Ейфелеву вежу, Емпайр-Стейт-Білдінг, Вежі Петронас, Сі-Ен Тауер. Станом на 2009 рік, ліфти та ескалатори Otis є найпоширенішими підйомниками в світі.
У 1976 році Otis купила фінансово-промислова група United Technologies.
Статистично, Otis є найпопулярнішою транспортною компанією в світі. Обчислено, що кількість людей, еквівалентна населенню планети переміщається на елеваторах, ескалаторах і рухомих доріжках Otis кожні дев'ять днів.
У липні 2022 року, під час повномасштабного вторгнення РФ до України, компанія оголосила про рішення продати бізнес в Росії компанії Ice Development.

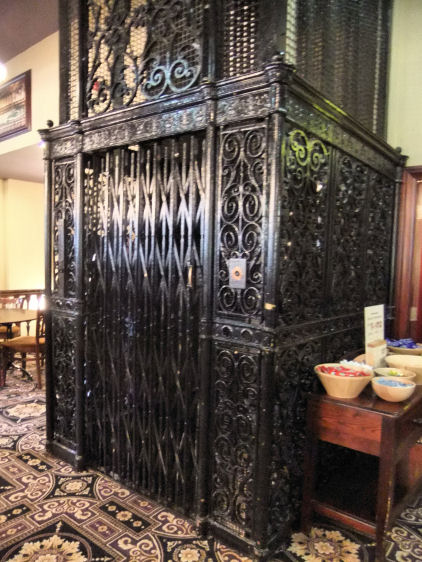
Ліфт Otis у Глазго (Шотландія), імпортований із США у 1856 році